# تلفن (تگزاس)
تلفن (به انگلیسی: Telephone) یک منطقهٔ مسکونی در ایالات متحده آمریکا است که در شهرستان فنین، تگزاس واقع شده‌است. تلفن ۲۱۰ نفر جمعیت دارد.